# Schmalspurbahnmuseum Irchester

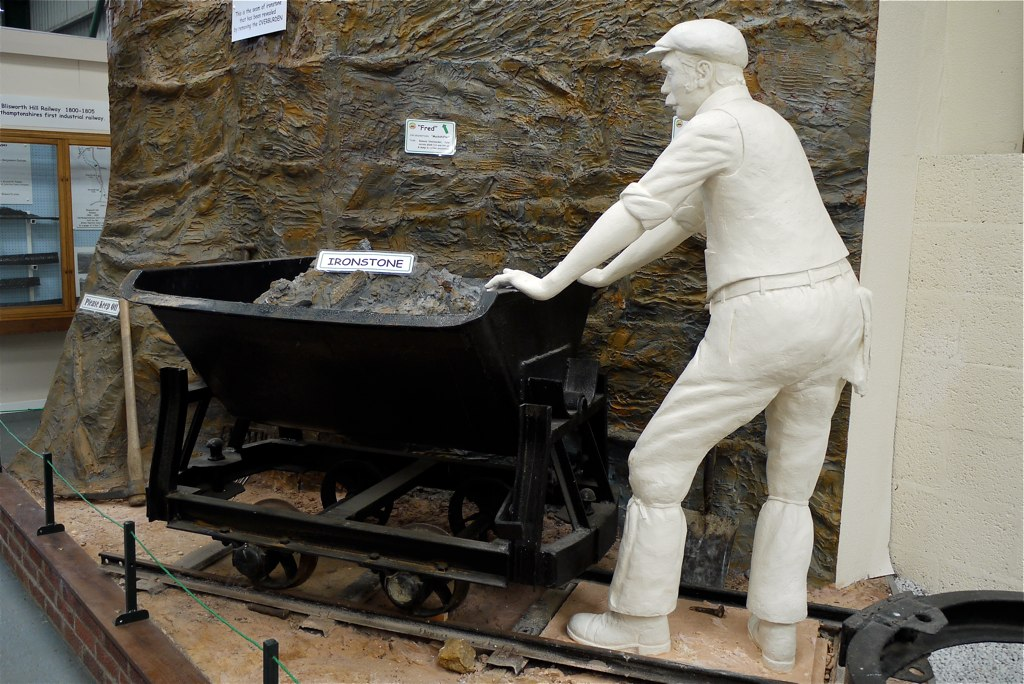
Kipplore mit 610 mm (2 Fuß) Spurweite im Schmalspurbahnmuseum Irchester

Das Schmalspurbahnmuseum Irchester (englisch: Irchester Narrow Gauge Railway Museum) ist ein kleines Eisenbahnmuseum mit einer Meterspur-Eisenbahnlinie in Irchester bei Wellingborough in Northamptonshire, England.

## Geschichte
Die Gegend um Wellingborough war reich an Eisenerz. Um 1872 wurde ein Steinbruch in Irchester eröffnet, um Eisenerz abzubauen, das vor allem in lokalen Eisenhütten verhüttet wurde. Um das immer größer werdende Transportaufkommen zu bewältigen, wurde eine dampfbetriebene Schmalspurbahn eingesetzt. Die Steinbrüche wurden 1969 geschlossen.
Im Jahr 1971 eröffnete der Northamptonshire County Council auf dem Gelände der ehemaligen Tagebau-Steinbrüche den Irchester Country Park. Der Park verfügt über ein Netz von Spazierwegen, ein Besucherzentrum und einen Kinderspielplatz einer Gras- und Waldlandschaft. Innerhalb dieses Parks wurde das Museum 1987 im Bahnbetriebswerk der ehemaligen Eisenbahn eingerichtet. Es gibt dort mehr als 40 Ausstellungsstücke von Schmalspurfahrzeugen, darunter sieben Dampflokomotiven und zwei Diesellokomotiven. Ein 250 Meter langes Gleis mit einer Spurweite von 1000 mm wurde im Park verlegt. Der ursprüngliche Wassertank des Bahnbetriebswerkes wurde renoviert, komplett mit Beschriftung.

## Fahrzeuge
| Identifikation               | Andere Nummern | Bahngesellschaft                                             | Hersteller       | Werksnr. | Baujahr | Bauart    | Spurweite     | Bemerkungen                                            | Bild |
| ---------------------------- | -------------- | ------------------------------------------------------------ | ---------------- | -------- | ------- | --------- | ------------- | ------------------------------------------------------ | ---- |
| CAMBRAI                      | 4              | Loddington Ironstone Co., ehemals Chemin de Fer du Cambrésis | Corpet           | 493      | 1888    | 0-6-0T C  | 1000 mm       | [ 2 ]                                                  |      |
| 85                           | 1              |                                                              | Peckett          | 1870     | 1934    | 0-6-0ST C | 1000 mm       | [ 2 ]                                                  |      |
| 86                           | 2              |                                                              | Peckett          | 1871     | 1934    | 0-6-0ST C | 1000 mm       | [ 2 ]                                                  |      |
| 87                           | 3              |                                                              | Peckett          | 2029     | 1942    | 0-6-0ST C | 1000 mm       | [ 2 ]                                                  |      |
| THE ROCK                     | 9              |                                                              | Hunslet          | 2419     | 1941    | 0-4-0DM B | 1000 mm       | [ 2 ]                                                  |      |
| MILFORD                      | 10 ND 3645     |                                                              | Ruston & Hornsby | 211679   | 1941    | 4wDM B    | 1000 mm       | [ 2 ]                                                  |      |
| ED 10 EDWARD CHARLES HAMPTON | 11             | British Railways                                             | Ruston & Hornsby | 411322   | 1958    | 4wDM B    | 1000 mm       | [ 2 ]                                                  |      |
| LR 3084                      | 14             |                                                              | Motor Rail       | 3797     | 1926    | 4wDM B    | 3 Fuß (914 m) | Nachbau einer Motor Rail Lok von 1918 mit Werksnr 1363 |      |
| 12                           |                |                                                              | Ruston & Hornsby | 281290   | 1949    | 0-6-0DM C | 3 Fuß (914 m) | Leihgabe an die Weardale Railway                       |      |
| 5                            |                |                                                              | Ruston & Hornsby | 338439   | 1953    | 4wDMF B   | 3 Fuß (914 m) | [ 2 ]                                                  |      |